# Saison 2019-2020 de l'Union sportive carcassonnaise XV
Cette page présente la saison 2019-2020 de l'Union sportive carcassonnaise en Pro D2.

## Entraîneurs
- Christian Labit
- Mathieu Cidre
- Julien Seron

## La saison
La saison est marquée par une suspension du championnat à partir du 13 mars après le début de la propagation de la pandémie de Covid-19 en France. Le 30 avril, la LNR propose l'arrêt définitif du championnat, après une réunion extraordinaire organisée la veille avec tous les membres du bureau exécutif et les présidents de clubs. Par conséquent, le titre national n'est pas attribué et aucune promotion, ni relégation n'est promulguée, à l'issue de cette édition ; la décision est définitivement approuvée par le comité directeur de la LNR le 2 juin.

## Effectif
| Nom                      | Poste     | Naissance          | Nationalité sportive | International | Dernier club                 | Arrivée au club (année) |
| ------------------------ | --------- | ------------------ | -------------------- | ------------- | ---------------------------- | ----------------------- |
| Andrei Ursache           | Pilier    | 10 mai 1984        | Roumanie             |               | RC Steaua Bucarest           | 2012                    |
| Romain Favaretto         | Pilier    | 11 juillet 1999    | France               | -             | Formé au club                | 2019                    |
| Julien Facundo           | Pilier    | 26 mars 1986       | France               | -             | US Montauban                 | 2019                    |
| Alexandre Dardet         | Pilier    | 30 janvier 1993    | France               | -             | FC Grenoble                  | 2019                    |
| Aurélien Azar            | Pilier    | 19 juin 1994       | France               | -             | SO Chambéry                  | 2019                    |
| Denis Coulson            | Pilier    | 13 juin 1994       | Irlande              | -             | Stade français               | 2019                    |
| Xérom Civil              | Pilier    | 2 avril 1994       | Espagne              |               | SU Agen                      | 2019                    |
| Maxime Castant           | Talonneur | 2 octobre 1990     | France               | -             | Formé au club                | 2015                    |
| Thomas Sauveterre        | Talonneur | 10 mai 1993        | France               |               | Montpellier HR               | 2016                    |
| Talemaitoga Tuapati      | Talonneur | 16 août 1984       | Fidji                |               | Provence rugby               | 2019                    |
| Romain Manchia           | 2e ligne  | 3 novembre 1991    | France               |               | RC Narbonne                  | 2018                    |
| Romain Guyot             | 2e ligne  | 4 septembre 1998   | France               | -             | Formé au club                | 2018                    |
| Claude Dry               | 2e ligne  | 29 octobre 1985    | Afrique du Sud       | -             | US Montauban                 | 2019                    |
| Rynard Landman           | 2e ligne  | 24 juillet 1986    | Afrique du Sud       | -             | Soyaux Angoulême XV          | 2019                    |
| Christiaan van der Merwe | 2e ligne  | 9 septembre 1996   | Afrique du Sud       | -             | SU Agen                      | 2019                    |
| Joël Koffi               | 3e ligne  | 7 novembre 1984    | France               | -             | US Montauban                 | 2010                    |
| Sanele Vavae Tuilagi     | 3e ligne  | 15 juin 1988       | Samoa                |               | RC Narbonne                  | 2013                    |
| Clément Doumenc          | 3e ligne  | 1er avril 1997     | France               | -             | Formé au club                | 2016                    |
| Bakary Meïté             | 3e ligne  | 30 septembre 1983  | Côte d'Ivoire        |               | Stade français Paris         | 2018                    |
| Darrel Dyer              | 3e ligne  | 1er novembre 1992  | Angleterre           |               | Hartpury University RFC      | 2018                    |
| Pierre Huguet            | 3e ligne  | 5 novembre 1995    | France               |               | US Dax                       | 2018                    |
| Yohann Gbizié            | 3e ligne  | 19 juillet 1997    | France               |               | Formé au club                | 2019                    |
| Carol Raynaud            | Mêlée     | 25 janvier 1993    | France               | -             | Formé au club                | 2012                    |
| Damien Anon              | Mêlée     | 6 juillet 1995     | France               | -             | Racing 92                    | 2017                    |
| Maxime Sidobre           | Mêlée     | 1999               | France               |               | Formé au club                | 2018                    |
| Joshua Valentine         | Ouverture | 22 février 1983    | Australie            |               | AS Béziers                   | 2018                    |
| Gilles Bosch             | Ouverture | 12 juillet 1990    | France               | -             | FC Grenoble                  | 2017                    |
| Romuald Séguy            | Ouverture | 5 février 1996     | France               | -             | Stade montois                | 2019                    |
| Fabien Grammatico        | Centre    | 16 mai 1985        | Espagne              |               | RC Narbonne                  | 2014                    |
| Louis Marrou             | Centre    | 14 septembre 1993  | France               | -             | Provence rugby               | 2016                    |
| Steven McMahon           | Centre    | 19 mars 1995       | Irlande              | -             | Munster Rugby                | 2017                    |
| José Lima                | Centre    | 24 avril 1992      | Portugal             |               | Marist Brothers Old Boys RFC | 2018                    |
| Gauthier Pages           | Centre    | 16 novembre 1999   | France               |               | Formé au club                | 2018                    |
| Sébastien Giorgis        | Centre    | 9 novembre 1994    | France               | -             | RC Narbonne                  | 2018                    |
| Félix Le Bourhis         | Centre    | 7 avril 1988       | France               |               | CA Brive                     | 2019                    |
| Julien Rey               | Centre    | 1er septembre 1986 | France               |               | Union Bordeaux Bègles        | 2019                    |
| Atu Manu                 | Centre    | 24 juillet 1998    | Tonga                |               | RC Massy                     | 2019                    |
| Jone Tuva                | Centre    | 23 mars 1996       | Fidji                |               | Lyon OU                      | 2019                    |
| Maxime Oltmann           | Ailier    | 28 décembre 1995   | Allemagne            |               | USA Perpignan                | 2017                    |
| Benoît Jasmin            | Arrière   | 29 mai 1991        | France               | -             | FC Grenoble                  | 2018                    |
| Hugo Bach                | Arrière   | 1998               | France               | -             | Formé au club                | 2018                    |

## Calendrier et résultats
| - US Carcassonne - RC Vannes : 37 - 10 - US Carcassonne - FC Grenoble : 19 - 26 - Stade montois - US Carcassonne : 28 - 26 - US Carcassonne - USA Perpignan : 24 - 22 - Valence Romans DR - US Carcassonne : 18 - 22 - US Carcassonne - USO Nevers : 28 - 21 - Oyonnax rugby - US Carcassonne : 28 - 12 - Rouen NR - US Carcassonne : 30 - 27 - US Carcassonne - Biarritz olympique : 32 - 16 - Colomiers rugby - US Carcassonne : 40 - 15 - US Carcassonne - Provence rugby : 19 - 10 - US Montauban - US Carcassonne : 20 - 24 - US Carcassonne - Stade aurillacois : 21 - 16 - AS Béziers - US Carcassonne : 22 - 9 - US Carcassonne - Soyaux Angoulême XV : 18 - 18 | - Biarritz olympique - US Carcassonne : 43 - 22 - US Carcassonne - Oyonnax rugby : 20 - 16 - US Carcassonne - Valence Romans DR : N'a pas été joué - USA Perpignan - US Carcassonne : 53 - 10 - US Carcassonne - Stade montois : 37 - 35 - USO Nevers - US Carcassonne : 34 - 12 - US Carcassonne - US Montauban : 23 - 14 - Stade aurillacois - US Carcassonne: 24 - 12 - FC Grenoble - US Carcassonne : N'a pas été joué - US Carcassonne - Colomiers rugby : N'a pas été joué - Provence rugby - US Carcassonne : N'a pas été joué - US Carcassonne - AS Béziers : N'a pas été joué - RC Vannes - US Carcassonne : N'a pas été joué - US Carcassonne - Rouen NR : N'a pas été joué - Soyaux Angoulême XV - US Carcassonne : N'a pas été joué |

| Rang | Club                  | J  | V  | N | D  | Bo | Bd | Pm  | Pe  | Diff | Pts |
| ---- | --------------------- | -- | -- | - | -- | -- | -- | --- | --- | ---- | --- |
| 1    | Colomiers Rugby       | 23 | 17 | 0 | 6  | 5  | 4  | 573 | 381 | +192 | 77  |
| 2    | USA Perpignan (R)     | 23 | 16 | 0 | 7  | 8  | 4  | 671 | 426 | +245 | 76  |
| 3    | FC Grenoble (R)       | 23 | 14 | 1 | 8  | 7  | 2  | 572 | 399 | +173 | 67  |
| 4    | Oyonnax Rugby         | 23 | 14 | 0 | 9  | 5  | 6  | 589 | 414 | +175 | 67  |
| 5    | USO Nevers            | 22 | 14 | 0 | 8  | 4  | 0  | 520 | 475 | +45  | 60  |
| 6    | Biarritz olympique    | 23 | 12 | 1 | 10 | 4  | 5  | 513 | 451 | +62  | 59  |
| 7    | Soyaux Angoulême XV   | 22 | 11 | 2 | 9  | 3  | 4  | 430 | 449 | -19  | 55  |
| 8    | RC Vannes             | 23 | 12 | 0 | 11 | 3  | 3  | 460 | 485 | -25  | 54  |
| 9    | AS Béziers            | 23 | 12 | 0 | 11 | 3  | 3  | 450 | 453 | -3   | 54  |
| 11   | Stade montois         | 23 | 11 | 0 | 12 | 2  | 5  | 499 | 521 | -22  | 51  |
| 10   | US Carcassonne        | 22 | 11 | 1 | 10 | 1  | 2  | 469 | 544 | -75  | 49  |
| 12   | Provence Rugby        | 22 | 10 | 0 | 12 | 2  | 3  | 408 | 482 | -74  | 45  |
| 13   | US Montauban          | 22 | 8  | 1 | 13 | 1  | 6  | 446 | 528 | -82  | 41  |
| 14   | Stade aurillacois     | 23 | 7  | 0 | 16 | 2  | 8  | 429 | 545 | -116 | 38  |
| 15   | Rouen NR (P)          | 23 | 6  | 0 | 17 | 0  | 7  | 345 | 558 | -213 | 31  |
| 16   | Valence Romans DR (P) | 22 | 3  | 0 | 19 | 0  | 8  | 381 | 641 | -260 | 20  |

## Statistiques

### Championnat de France
Meilleurs réalisateurs
| Rang | Joueur | Poste | Points | Essais | Transf. | Pén. | Drops |
| ---- | ------ | ----- | ------ | ------ | ------- | ---- | ----- |
| 1    | -      | -     | -      | -      | -       | -    | -     |
| 2    | -      | -     | -      | -      | -       | -    | -     |
| 3    | -      | -     | -      | -      | -       | -    | -     |
| 4    | -      | -     | -      | -      | -       | -    | -     |
| 5    | -      | -     | -      | -      | -       | -    | -     |

Meilleurs marqueurs
| Rang | Joueur | Poste | Essais |
| ---- | ------ | ----- | ------ |
| 1    | -      | -     | -      |
| 2    | -      | -     | -      |
| 3    | -      | -     | -      |
| 4    | -      | -     | -      |
| 5    | -      | -     | -      |